# Miguel Fermín Alconchel
Miguel Fermín Alconchel Jiménez (Los Barrios, 1973) es un profesor y político español. 

## Biografía
Licenciado en secundaria, curso y finalizó Bachillerato y COU en el Instituto Sierra Luna de su localidad natal, esta casado y es padre dos hijos. 
El mayor período del tiempo lo pasó en cadenas de distribución alimentaria.
En el ámbito político fue teniente de alcalde de Los Barrios, tras la alcaldía de Jorge Romero, donde después fue investido alcalde, cargo que desempeña desde el 13 de junio de 2015.
Desde el 30 de mayo de 2019 es concejal de Urbanismo en el Ayuntamiento de Los Barrios, y por último es presidente y fundador del Partido político Los Barrios 100x100 desde 2015.